# A revizor
A revizor (orosz nyelven: Ревизор) Nyikolaj Vasziljevics Gogol legjelentősebb, ötfelvonásos színműve, az orosz drámairodalom egyik legismertebb vígjátéka. Számos nyelvre lefordították, a megírása óta eltelt 180 éve játsszák a világ színházaiban.

## Keletkezése

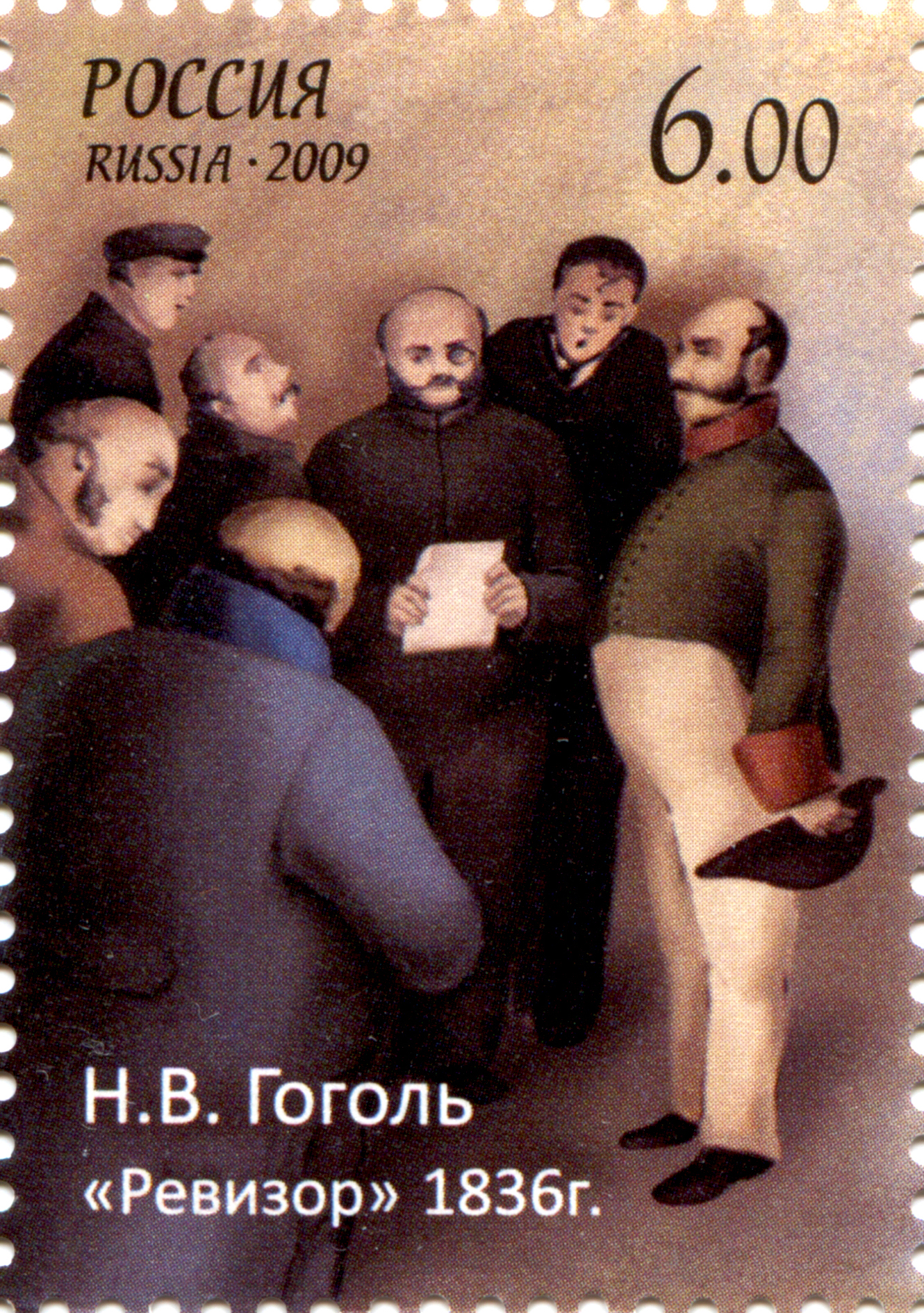
Orosz postabélyeg Gogol születésének 200. évfordulóján

Az alapötletet Gogol Puskintól kapta. A darab első változata 1836 tavaszára készült el, a bemutatót 1836. április 19-én tartották Péterváron. Az előadást I. Miklós cár is megtekintette és állítólag jól mulatott. Kevéssel a bemutató után a mű nyomtatásban is megjelent. A bemutató ugyan sikert aratott, ám Gogol egyáltalán nem volt elégedett a fogadtatással, különösen nem a megjelent kritikákkal. A darabon később többször végzett változtatásokat, a legfontosabbakat 1842-ben, az utolsót 1851-ben.

## A színmű

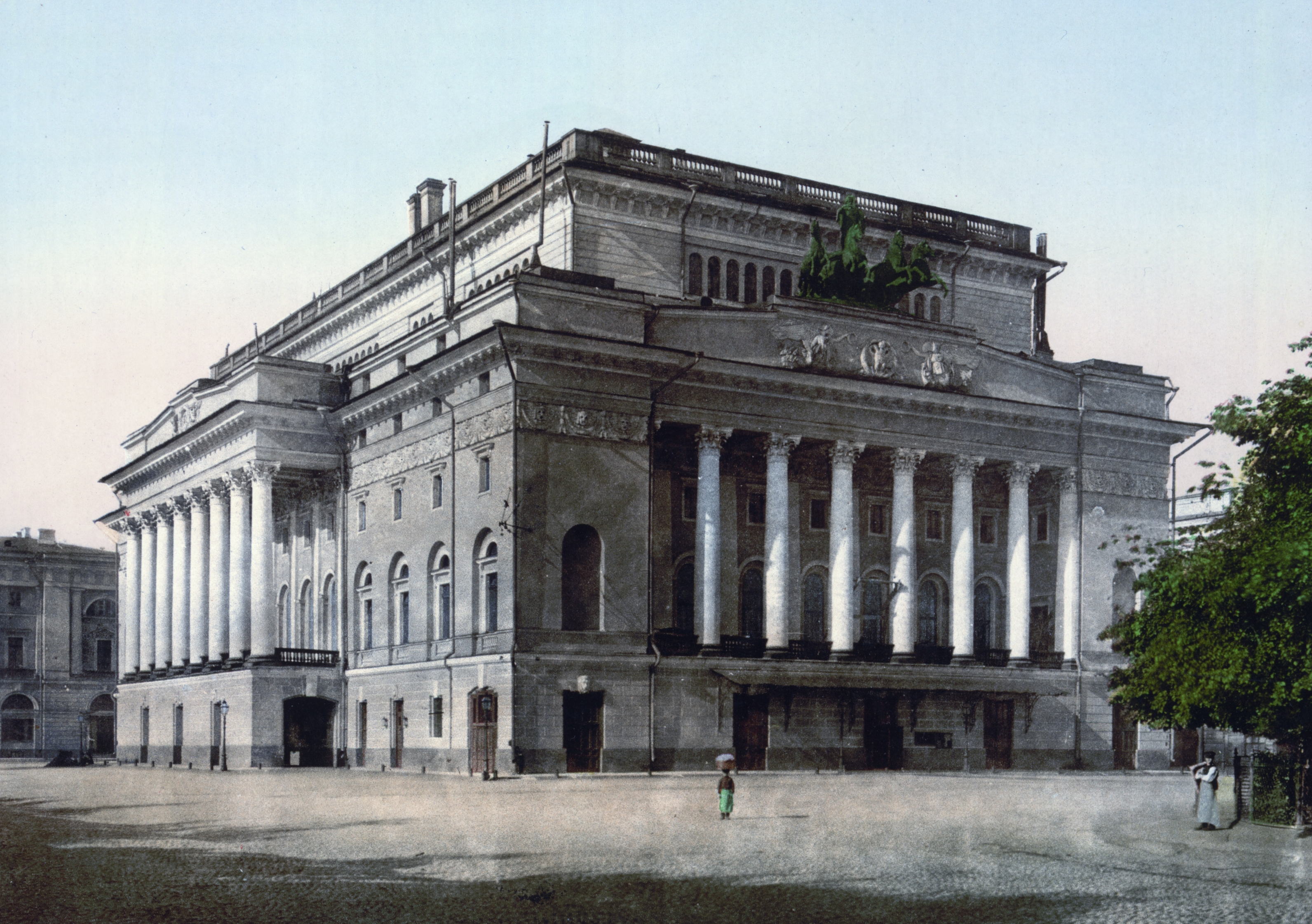
Az Alekszandrin Színház 1890-1900 körül. Itt mutatták be A revizort 1836-ban.

### Helyszíne
A történet egy vidéki orosz kisvárosban zajlik, nevét a szerző nem adja meg. A 2. felvonás helyszíne a városka vendégfogadója, a többi felvonás a polgármester házának helyiségeiben játszódik.

### Főbb szereplői
- Hlesztakov, átutazó pétervári fiatalember, az állítólagos revizor (az orosz hlesztaty szó jelentése: csapkod);
- Polgármester (Szkvoznyik-Dmuhanovszkij, a szkvoznyak szó jelentése: huzat) és családja;
- a kisváros elöljárói, urai, kereskedői; közülük többnek bohózatba illő neve van (Zemljanyika – szamóca, Uhovjortov – fülforgató, Gyerzsimorda – fogd-a-pofád stb.)

### Cselekménye
Polgármester: Uraim! Azért kérettem önöket ide, mert egy igen kellemetlen hírt kell közölnöm: revizor jön hozzánk.
Ezekkel a szavakkal kezdődik a komédia, melyet megírása óta a világ színpadain gyakran játszanak. Cselekménye, szerkezete egyszerű, a darab menete szigorúan egy célra törekvő. A komikum forrása – sok más vígjátékhoz hasonlóan – egy félreértés.
A revizor érkezésének híre az urak között riadalmat kelt. Nem csoda, hiszen például a bírósági előszobában libákat őriznek, a bíró iratszekrényén kutyakorbácsot tart, a postamester rendre felbontja a leveleket, a kórházban a betegek „úgy gyógyulnak, mint a legyek”, az orvos pedig egy szót sem tud oroszul.
A városka fogadójában időző pétervári tisztviselő, Hlesztakov teljesen kifogyott pénzéből, a számláit sem tudja kifizetni, ettől aztán gyanússá válik: inkognitóban érkezett revizornak nézik. A polgármester felkeresi és miután félelmében elhiteti magával, hogy valóban Hlesztakov a – magát ügyesen álcázó – revizor, nem hagyja magát „becsapni”: kifizeti annak számláit, pénzt ad kölcsön, majd a házában kínál neki kényelmesebb és ingyen szállást.
A polgármester neje és lánya olvadoznak a gyönyörűségtől, a helyi urak pedig egymás után járulnak Hlesztakov elé, hogy megkörnyékezzék, hogy pénzt „kölcsönözhessenek” neki, vagy hogy vetélytársaikat bevádolhassák. Hlesztakov lassan átlátja a helyzetet és örömmel belemegy a játékba. Néha már maga is azonosul a rá kiosztott szereppel, nemcsak elhiteti, hanem el is hiszi magáról, mennyire fontos személy. Nagylelkűen szemet huny az általa nem is ismert visszásságok fölött, elfogadja, hogy pénzzel tömik zsebeit, csapja a szelet a polgármester nejének, a következő percben már eljegyzi a lányát is. Sunyi, de éles eszű szolgája, Oszip azonban érzi a veszélyt és indulásra noszogatja gazdáját, aki nyomban kocsira is ül és – „csak egy napra”, „nagyon öreg és nagyon gazdag nagybátyjához” – távozik. Ahogy korábban Hlesztakovot, az urak most a „revizor” rokonává emelkedett, részint lenézett, részint rettegett polgármestert rajongják körül, de annak dicsősége nem tart sokáig. A postamester érkezik Hlesztakov felbontott levelével és leleplezi a csalót.
A félreértés, amely kezdetben a bonyodalmat okozta, az ál-revizor lelepleződésével tehát tisztázódott. Ezzel azonban semmi nem változott, csak az álarcok hullottak le, meg a városi urak zsebei ürültek ki. Az író furfangja, hogy az urakkal egymás kezéből kikapkodva olvastatja fel az elfogott levelet: saját, metszően gúnyos jellemzésüket. Ebben a helyzetben veti oda a dühöngő polgármester a híressé vált mondatokat: „Mit röhögtök? Magatokon röhögtök!” Az elképedés és felháborodás közepette robban – a szerző által gondosan időzített – bomba: „Megérkezett Pétervárról a revizor úr. Kéreti a tekintetes urakat a fogadóba!” A hírre az urak megmerevednek, ezzel a némajelenettel ér véget a darab.

### A szereplők jellemzése
A revizor a korabeli orosz valóság, a korrupt, önző, képmutató vidéki előkelőségek szatirikus rajza, a bemutatott helyzetek és jellemvonások azonban általános érvényűek is. Az író ismerős, élethű helyzeteket teremtett, hús-vér alakokat formált, melyek minden korban újraélednek.

#### Hlesztakov
A színműnek egyetlen pozitív figurája sincs. „ …a gogoli komédia egyik legfőbb újdonsága éppen az, hogy a korábbi darabokat mozgató és összefoglaló rezonőr helyébe is bohóc, szélhámos került…” Hlesztakov ugyan nem igazi szélhámos, hanem egyszerűen léhűtő, aki elfogad egy helyzetet; felfogása lassú, de amint megérti a helyzetet, teljesen beleéli magát és alaposan ki is használja azt. Amikor kezdetben igazat mond, a polgármester nem hisz neki; de későbbi legképtelenebb hazugságait is mindenki elhiszi. Gogol egy későbbi írásában maga adta meg részletesen alakjai jellemzését. Hlesztakovról többek között így ír: „Tulajdonképpen nincs szándékában, hogy bárkit is becsapjon, ezért maga sem veszi észre, hogy hazudik. Neki magának is úgy rémlik, hogy megtette, véghezvitte mindazt, amiről beszél.”

#### A polgármester és a városi urak
A darab másik főszereplője, a polgármester „főleg azzal törődik, hogy ne szalajtson el semmit abból, ami az ölébe hull”. Másokat sanyargat, pedig „…hiányzik belőle a sanyargatás gonosz vágya; egyetlen vágy él benne: mindent megkaparintani”. Általában ravasz, nehezen rászedhető, de a mostani szokatlan helyzet és a csábítás, hogy a fővárosba juthat és igazi úr lehet, hiszékennyé teszi. A darab végére az ábránd szertefoszlik, a helyzetnek ő a leginkább kárvallottja.
A szerző a darab többi szereplőjét is egyéni tulajdonságokkal ruházza fel. Saját jellemzése szerint a postamester „az együgyűségig egyszerű ember”; a járásbíró „Csak magával törődik, a saját feje után megy, szabadgondolkodó, de csak azért, mert így lehetősége van mutogatni magát.”; a főgondnok (Zemljanyika) „szemrebbenés nélkül intrikál és besúg”; a tanfelügyelő (Hlopov) „örökös rémületben él”.
Bár későbbi magyarázataiban Gogol igyekezett tompítani írásának élét és hangsúlyozta, hogy alakjait a színpadon nem szabad karikírozni, a darab egyik-másik szereplője mégis
karikatúrának hat. Felszabadultan nevetünk rajtuk, hiszen mindannyian ugyanannak a képtelen helyzetnek részesei: rabjai, de előidézői is. Az író végig gondoskodik róla, hogy az olvasó vagy néző felszabadultan kacagjon, majd a végén rádöbbenjen, hogy talán egy kissé saját magán is nevetett.

## Hazai fogadtatása
A revizor első magyarországi bemutatóját 1874-ben tartották a fővárosban, a Nemzeti Színházban. Ez volt az első, magyar színházban előadott orosz színdarab. A következő évben A revizor nyomtatásban is megjelent Budapesten, fordította és Gogol életrajzával bevezette Szentkirályi Albert.
A Hon című lap 1874. karácsonyi számában a hazai bemutató után így írt:
|  | „...a darabnak alig van meséje, de ami van, az oly felette eredeti helyzetekkel, fordulatokkal van tarkítva és érdekessé téve, hogy az ember egy pillanatra sem eshetik ki a derült, sőt sok helyütt kacagtató hangulatból. (…) Őseredeti alakok, az egyes személyeket jellemző gondolkozásmód oly művészi erővel vannak festve, hogy annak párját csak a klasszikus íróknál találjuk.” |
|  | |

A komédiát azóta is rendszeresen nagy sikerrel, egyre újabb feldolgozásban játsszák hazai színházaink. Sokáig Mészöly Dezső és Mészöly Pál fordítása volt a meghatározó, melyet a színpadokon fokozatosan Morcsányi Géza modernebb fordítása váltott fel.

## Emlékezete
Veres Péter Almáskert című elbeszélésében mondja az írónak a történetet elmesélő barátja: „úgy fogadtak, mint valami püspököt, vagy hogy hasonlóbbat mondjak, mint a Gogol Revizorát”.

## Magyar fordításai
- Gógoly Vaszilyevics Miklós: A revisor. Vígjáték / A revisorról. Levéltöredék / A revisor megoldása. Utójáték; ford. s Gógoly életrajzával bevezette Szentkirályi Albert; Kisfaludy-Társaság, Bp., 1875
- Gogoly Miklós: A revizor. Vígjáték; magyar színpadra alkalmazta Hevesi Sándor; Lampel, Bp., 1921 (Fővárosi színházak műsora)
- Gogoly Miklós: A revizor. Vígjáték; ford. Hevesi Sándor / Vadnai László–Faragó Sándor: Bombaüzlet. Melléklet a Színházi Élethez; Színházi Élet, Bp., 1931
- Gogoly: Revizor. Vígjáték; Testvériség-Egység, Noviszád, 1950 (Színpadunk)
- A revizor. Vígjáték; ford. Mészöly Dezső, Mészöly Pál, utószó Heller Ágnes; Új Magyar Kiadó, Bp., 1956 (Világirodalmi kiskönyvtár)
- Gogol művei / Holt lelkek. Színművek. Elbeszélések; ford. Áprily Lajos et al., jegyz. Konrád György; Helikon, Bp., 1962 (Helikon klasszikusok)
- Magatokon röhögtök! / A revizor. A közönség szétoszlása. Kimaradt jelenetek. Levelek. A revizor megoldása; ford. Bárány György et al., összeáll., szerk., utószó, jegyz. Bakcsi György; Helikon, Bp., 1984

## A színmű teljes szövege
- Gogol: A revizor (magyar nyelven). (Hozzáférés: 2009. január 10.)
- Gogol: Ревизор (A revizor) (orosz nyelven). (Hozzáférés: 2009. január 10.)